# Living Things
Living Things je název pátého studiového alba skupiny Linkin Park. Pilotní singl Burn It Down vyšel 16. dubna. Album samotné vyšlo 25. června 2012. Podle všeho by se měla kapela opět vrátit ke kořenům a styl hudby by se měl více přiblížit „starému“ Linkin Park.

## Styl alba
Výňatek z úvahy Mika Shinody o připravovaném albu, kterou uveřejnil na svém blogu:
...začali jsme se bavit o tom, jak překlenout propast mezi všemi oblastmi hudby, kde jsme byli, abychom dali dohromady všechny nápady „jak vytvořit song“, které jsme nasbírali. A jak se postupně tvarovalo LIVING THINGS, tak úplně nejvýraznější posun vpřed, který jsem zaznamenal, byla ochota a dychtivost využít všechny dostupné nástroje, ne jen některé. Všechny najednou. Společně.
Někteří lidé už porovnávají naše nové album s předcházejícími. Myslím, že záleží hlavně na tom, jakým způsobem alba porovnáváte (mimochodem, určitě to není jen o kytarách). Z mého pohledu je to o návratu k opravdovému „hybrid theory“ – ne album s tímto názvem, ale myšlenka šesti kluků se zcela odlišnou chutí k hudbě. A míchání těchto zvuků do jediného songu je přesně to, na čem jsme postavili naši kapelu.

## Seznam skladeb
Hudbu složil(i) Linkin Park, texty napsal(i) Chester Bennington a Mike Shinoda.
| Pořadí         | Název             | Délka |
| -------------- | ----------------- | ----- |
| 1.             | Lost in the Echo  | 3:25  |
| 2.             | In My Remains     | 3:20  |
| 3.             | Burn It Down      | 3:52  |
| 4.             | Lies Greed Misery | 2:27  |
| 5.             | I'll Be Gone      | 3:31  |
| 6.             | Castle of Glass   | 3:25  |
| 7.             | Victimized        | 1:46  |
| 8.             | Roads Untraveled  | 3:49  |
| 9.             | Skin to Bone      | 2:48  |
| 10.            | Until It Breaks   | 3:43  |
| 11.            | Tinfoil           | 1:11  |
| 12.            | Powerless         | 3:43  |
| Celková délka: | Celková délka:    | 37:05 |

| Bonusová skladba Japonské verze | Bonusová skladba Japonské verze | Bonusová skladba Japonské verze |
| Pořadí                          | Název                           | Délka                           |
| ------------------------------- | ------------------------------- | ------------------------------- |
| 13.                             | What I've Done (live)           | 4:07                            |
| Celková délka:                  | Celková délka:                  | 41:12                           |

### Singly

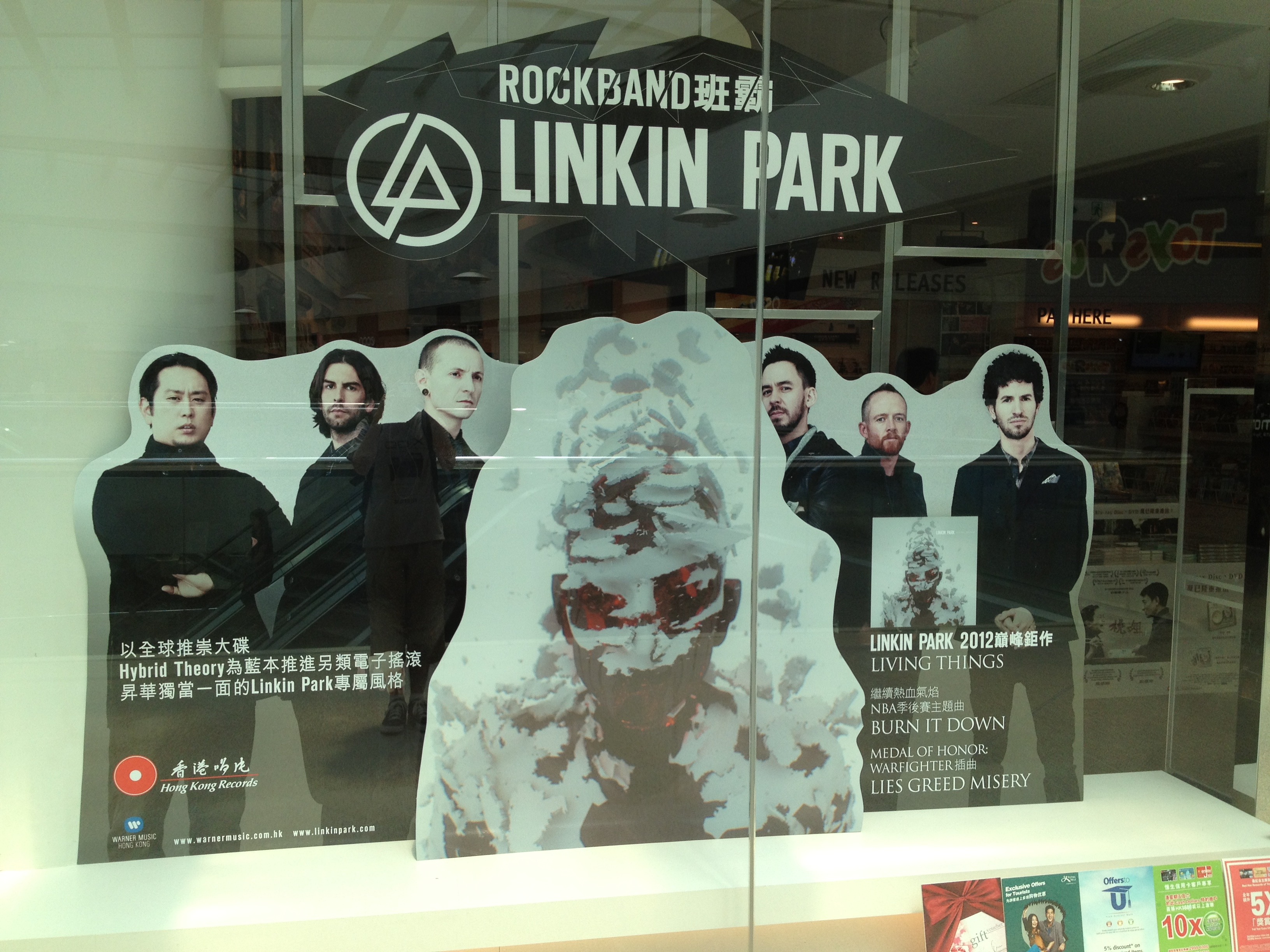
Promo alba

- Burn It Down videoklip vydán 16. dubna
- Lost In The Echo videoklip vydán 19. října
- Castle Of Glass videoklip vydán 1. února 2013

## Osazenstvo

### Linkin Park
- Chester Bennington – hlavní zpěvák
- Rob Bourdon – bicí
- Brad Delson – sólová kytara, doplňkový zpěv v "Until It Breaks", syntezátor v "Lies Greed Misery" a "Victimized"
- Dave Farrell – basová kytara, vokály v pozadí, syntezátor v "Lies Greed Misery", "Lost In The Echo" a "Victimized"
- Joe Hahn – DJ, syntezátor, samplování, klávesy
- Mike Shinoda – zpěv (rap), rytmická kytara, klávesy

### Ostatní muzikanti
- Owen Pallett – strunné nástroje ve skladbě "I'll Be Gone"

### Technické osazenstvo
- Rick Rubin – producent
- Mike Shinoda – producent, hudební inženýr, režisér
- Joe Hahn – režisér
- Ethan Mates – hudební inženýr
- Andrew Hayes – asistent, inženýr, editor
- Brad Delson – dodatečná výroba
- Jerry Johnson – technik bicího
- Ryan DeMarti – koordinátor výroby, koordinátor "umělců a repertoáru"
- Manny Marroquin – mixing (asistován Chrisem Gallandem a Delem Bowersem)
- Brian Gardner – mastering
- Rob Cavallo – koordinátor "umělců a repertoáru"
- Liza Jospeph – koordinátor "umělců a repertoáru"
- Peter Standish – marketingový ředitel
- Brandon Parvini – obal alba, režisér
- The Uprising Creative – umělecký ředitel, design
- Frank Maddocks – design ikony LP

## Hitparády

### Album
| Hitparáda (2012)                  | Umístění |
| --------------------------------- | -------- |
| Americká hitparáda alb            | 1        |
| Americká rocková hitparáda alb    | 1        |
| Australská hitparáda alb          | 2        |
| Belgická hitparáda alb (Flandry)  | 4        |
| Belgická hitparáda alb (Valonsko) | 2        |
| Britská hitparáda alb             | 1        |
| Česká hitparáda alb               | 1        |
| Čínská hitparáda alb              | 1        |
| Dánská hitparáda alb              | 2        |
| Finská hitparáda alb              | 1        |
| Francouzská hitparáda alb         | 2        |
| Nizozemská hitparáda alb          | 1        |
| Hongkongská hitparáda alb         | 2        |
| Irská hitparáda alb               | 2        |
| Italská hitparáda alb             | 1        |
| Japonská hitparáda alb            | 2        |
| Jihokorejská hitparáda alb        | 4        |
| Kanadská hitparáda alb            | 1        |
| Maďarská hitparáda alb            | 1        |
| Mexická hitparáda alb             | 5        |
| Německá hitparáda alb             | 1        |
| Norská hitparáda alb              | 3        |
| Novozélandská hitparáda alb       | 1        |
| Polská hitparáda alb              | 1        |
| Portugalská hitparáda alb         | 1        |
| Ruská hitparáda alb               | 2        |
| Rakouská hitparáda alb            | 1        |
| Skotská hitparáda alb             | 2        |
| Slovenská hitparáda alb           | 1        |
| Španělská hitparáda alb           | 2        |
| Švédská hitparáda alb             | 6        |
| Švýcarská hitparáda alb           | 1        |